# 克利夫奈氏鱈
克利夫奈氏鱈，為輻鰭魚綱鱈形目鼠尾鱈科的其中一種，分布於中西太平洋新喀里多尼亞海域，屬深海底棲性魚類，深度815-1160公尺，體長可達26公分，棲息在底層水域，生活習性不明。